# Archie Scott-Brown
William Archibald „Archie“ Scott-Brown (* 13. Mai 1927 in Paisley; † 19. Mai 1958 in Heusy, Belgien) war ein britischer Autorennfahrer.

## Karriere

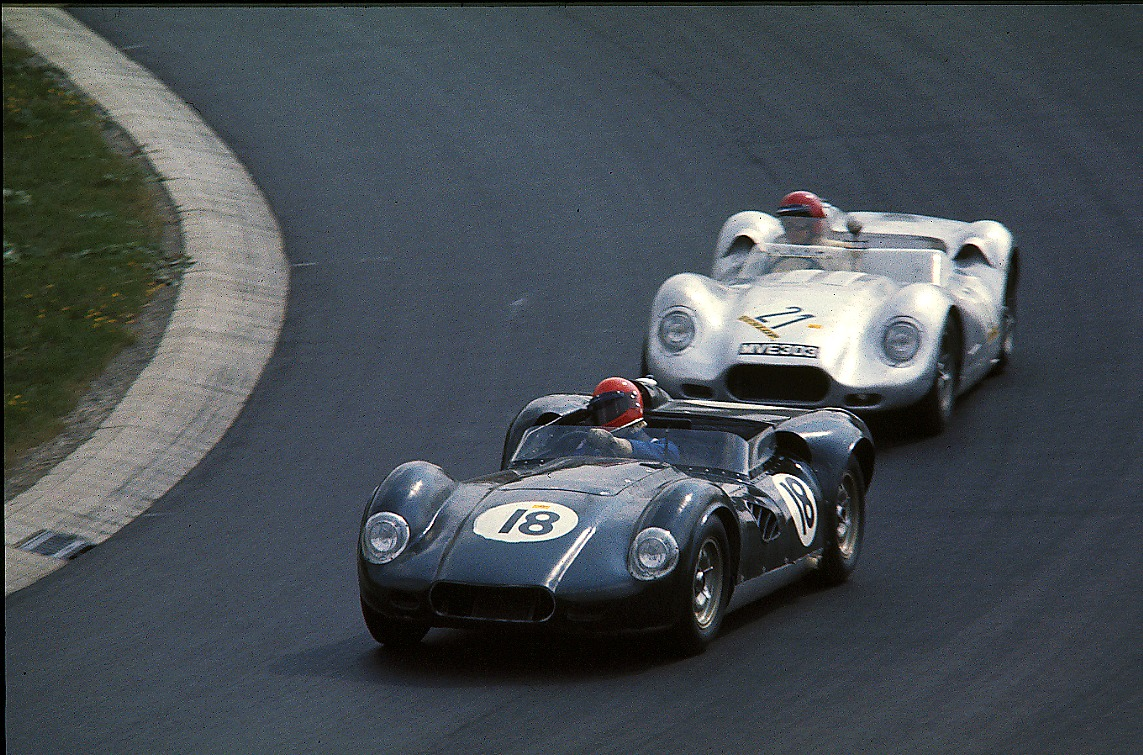
Mit einem dieser Lister-Jaguar verunglückte Archie Scott-Brown 1958 tödlich

Archie Scott-Brown hatte eine sehr schwere Kindheit. Seine Mutter bekam während der Schwangerschaft Masern und Scott-Brown kam mit schweren Deformierungen an der rechten Hand sowie an beiden Beinen und Füßen zur Welt. Die Folge war ein Martyrium für das Baby und den jungen Knaben. Nicht weniger als 22 Operationen musste er in den 1930er-Jahren über sich ergehen lassen. Scott-Brown verlor jedoch nie seinen Lebensmut. Im Gegenteil; er ging zur britischen Handelsmarine und verbrachte als Seemann den Zweiten Weltkrieg.
Zum Rennsport kam Scott-Brown 1950. Zuerst beteiligte er sich mit einem MG TD bei kleinen Rennveranstaltungen. Dies sollte bis 1954 so bleiben, als seine Karriere an Schwung gewann. Er traf auf Brian Lister und beiden schmiedeten eine kongeniale Partnerschaft. Lister baute die Rennwagen und Scott-Brown fuhr sie. 1955 gewann er im ganzen Land mit dem Lister-Bristol ein Sportwagenrennen nach dem anderen. Die Erfolge waren so augenfällig, dass ihm die Teamleitung von Connaught einen Werkswagen für den Großen Preis von Großbritannien 1956 anbot. Schon im Training verblüffte der Schotte die Fachwelt, als er den Connaught Type B auf den zehnten Trainingsrang stellte. Im Rennen war er drauf und dran, zur Spitze vorzudringen, als er nach einem Achsenbruch ein Rad verlor und das Rennen aufgeben musste. Als er bei der International Trophy den zweiten Platz belegte, schwärmte die Fachpresse von einem neuen britischen Weltklassepiloten. Juan Manuel Fangio sprach in einem Interview von der phänomenalen Wagenbeherrschung von Scott-Brown.
1957 sollte er für B.R.M. wieder beim britischen Grand Prix starten, aber nach einigen Testfahrten lehnte er das Angebot ab und blieb bei Lister, um weiter Sportwagenrennen zu fahren.
Trotz aller Erfolge auf der Insel bekam er keine internationale Lizenz und konnte in Kontinentaleuropa vorerst keine Rennen fahren. Scott-Brown wich nach Neuseeland aus und gewann prompt die Wigan Trophy. Als er endlich seine Lizenz bekam, endete das erste wichtige Rennen mit einem fatalen Unfall. Bei einem Sportwagenrennen in Spa-Francorchamps verlor er bei einem Duell mit Masten Gregory die Herrschaft über seinen Lister-Jaguar. Der Wagen überschlug sich in ein Feld und ging in Flammen auf. Scott-Brown verstarb einen Tag später an seinen schweren Verletzungen.

## Statistik

### Statistik in der Automobil-Weltmeisterschaft

#### Gesamtübersicht
| Saison | Team                  | Chassis          | Motor       | Rennen | Siege | Zweiter | Dritter | Poles | schn. Rennrunden | Punkte | WM-Pos. |
| ------ | --------------------- | ---------------- | ----------- | ------ | ----- | ------- | ------- | ----- | ---------------- | ------ | ------- |
| 1956   | Connaught Engineering | Connaught Type B | Alta 2.5 L4 | 1      | −     | −       | −       | −     | −                | −      | NC      |
| Gesamt | Gesamt                | Gesamt           | Gesamt      | 1      | −     | −       | −       | −     | −                | −      |         |

#### Einzelergebnisse
| Saison | 1 | 2 | 3 | 4 | 5   | 6 | 7 | 8 |
| ------ | - | - | - | - | --- | - | - | - |
| 1956   |   |   |   |   |     |   |   |   |
|        |   |   |   |   | DNF |   |   |   |

| Legende  | Legende            | Legende                                                          |
| Farbe    | Abkürzung          | Bedeutung                                                        |
| -------- | ------------------ | ---------------------------------------------------------------- |
| Gold     | –                  | Sieg                                                             |
| Silber   | –                  | 2. Platz                                                         |
| Bronze   | –                  | 3. Platz                                                         |
| Grün     | –                  | Platzierung in den Punkten                                       |
| Blau     | –                  | Klassifiziert außerhalb der Punkteränge                          |
| Violett  | DNF                | Rennen nicht beendet (did not finish)                            |
| Violett  | NC                 | nicht klassifiziert (not classified)                             |
| Rot      | DNQ                | nicht qualifiziert (did not qualify)                             |
| Rot      | DNPQ               | in Vorqualifikation gescheitert (did not pre-qualify)            |
| Schwarz  | DSQ                | disqualifiziert (disqualified)                                   |
| Weiß     | DNS                | nicht am Start (did not start)                                   |
| Weiß     | WD                 | zurückgezogen (withdrawn)                                        |
| Hellblau | PO                 | nur am Training teilgenommen (practiced only)                    |
| Hellblau | TD                 | Freitags-Testfahrer (test driver)                                |
| ohne     | DNP                | nicht am Training teilgenommen (did not practice)                |
| ohne     | INJ                | verletzt oder krank (injured)                                    |
| ohne     | EX                 | ausgeschlossen (excluded)                                        |
| ohne     | DNA                | nicht erschienen (did not arrive)                                |
| ohne     | C                  | Rennen abgesagt (cancelled)                                      |
| ohne     | keine WM-Teilnahme |                                                                  |
| sonstige | P/fett             | Pole-Position                                                    |
| sonstige | 1/2/3/4/5/6/7/8    | Punktplatzierung im Sprint-/Qualifikationsrennen                 |
| sonstige | SR/kursiv          | Schnellste Rennrunde                                             |
| sonstige | *                  | nicht im Ziel, aufgrund der zurückgelegten Distanz aber gewertet |
| sonstige | ()                 | Streichresultate                                                 |
| sonstige | unterstrichen      | Führender in der Gesamtwertung                                   |

### Sebring-Ergebnisse
| Jahr | Team                        | Fahrzeug           | Teamkollege   | Platzierung | Ausfallgrund |
| ---- | --------------------------- | ------------------ | ------------- | ----------- | ------------ |
| 1956 | Donald Healey Motor Company | Austin-Healey 100S | Lance Macklin | Ausfall     | Starter      |
| 1958 | Alfred Momo                 | Lister             | Walt Hansgen  | Ausfall     | Unfall       |

### Einzelergebnisse in der Sportwagen-Weltmeisterschaft
| Saison | Team                           | Rennwagen          | 1   | 2   | 3   | 4   | 5   | 6   | 7   |
| ------ | ------------------------------ | ------------------ | --- | --- | --- | --- | --- | --- | --- |
| 1956   | Donald Healey Motor Company    | Austin-Healey 100S | BUA | SEB | MIM | NÜR | KRI |     |     |
| 1956   | Donald Healey Motor Company    | Austin-Healey 100S | DNF |     |     |     |     |     |     |
| 1957   | Murkett Brothers Ecurie Ecosse | Jaguar D-Type      | BUA | SEB | MIM | NÜR | LEM | KRI | CAR |
| 1957   | Murkett Brothers Ecurie Ecosse | Jaguar D-Type      |     |     |     | DNF |     | 8   |     |
| 1958   | Alfred Momo                    | Lister             | BUA | SEB | TAR | NÜR | LEM | RTT |     |
| 1958   | Alfred Momo                    | Lister             | DNF |     |     |     |     |     |     |